# Monster (Amerikaanse televisieserie)
Monster is een Amerikaanse anthologieserie ontwikkeld en bedacht door Ryan Murphy en Ian Brennan voor streamingdienst Netflix. Ieder seizoen is een losstaande serie gebaseerd op een waargebeurd verhaal over levens en de misdaden van "monsterlijke figuren".
De eerste serie verscheen in 2022 onder de naam Dahmer – Monster: The Jeffrey Dahmer Story en werd in 2024 opgevolgd door Monsters: The Lyle and Erik Menendez Story.

## Verhaal
Ieder seizoen binnen de serie heeft een losstaand verhaal dat gebaseerd is op het leven en misdaden van een bekende moordenaar of bekende moordenaars. De series starten het verhaal meestal een korte periode voor de (eerste) misdaad en gaan door tot de na de veroordeling in de rechtszaak.

## Series

### Overzicht
| Seizoen | Titel                                      | Afleveringen | Première          |
| ------- | ------------------------------------------ | ------------ | ----------------- |
| 1       | Dahmer – Monster: The Jeffrey Dahmer Story | 10           | 21 september 2022 |
| 2       | Monsters: The Lyle and Erik Menendez Story | 9            | 19 september 2024 |

### Dahmer – Monster: The Jeffrey Dahmer Story (2022)
De eerste serie verscheen op 21 september 2022 onder de naam Dahmer – Monster: The Jeffrey Dahmer Story en bestond uit een totaal van tien afleveringen. De serie volgt het verhaal van seriemoordenaar Jeffrey Dahmer die veroordeeld werd voor het vermoorden van minimaal zeventien personen, voornamelijk jonge mannen, in een tijdbesprek van dertien jaar.
De hoofdrol van Dahmer werd vertolkt door Evan Peters. Andere belangrijke rollen waren weggelegd voor Richard Jenkins, Molly Ringwald, Niecy Nash en Michael Learned.

### Monsters: The Lyle and Erik Menendez Story (2024)
De eerste serie verscheen op 19 september 2024 onder de naam Monsters: The Lyle and Erik Menendez Story en bestond uit een totaal van negen afleveringen. De serie volgt het verhaal van de broers Lyle en Erik Menendez die werden veroordeeld voor het vermoorden van hun ouders. De broers gaven toe hun ouders om het leven te hebben gebracht, maar gaven aan dat dit kwam uit zelfverdediging nadat ze jarenlang mentaal en seksueel misbruikt waren.
De hoofdrollen van de Menendez broers werden vertolkt door Nicholas Alexander Chavez en Cooper Koch. Andere belangrijke rollen waren weggelegd voor Javier Bardem, Chloë Sevigny, Ari Graynor en Nathan Lane.

## Achtergrond
In het voorjaar van 2018 tekende regisseur en schrijver Ryan Murphy een contract met Netflix voor 300 miljoen Amerikaanse dollar om exclusieve series voor de streamingdienst te gaan ontwikkelen. In oktober 2020 werd bekend dat Murphy in samenwerking met Ian Brennan een eenmalige exclusieve serie zou maken over seriemoordenaar Jeffrey Dahmer. Deze serie verscheen uiteindelijk op 21 september 2022 onder de titel Dahmer – Monster: The Jeffrey Dahmer Story.
De serie was een groot succes voor Netflix en werd binnen drie weken tijd voor ruim 701 miljoen uur bekeken, waarmee het destijds de tweede best bekeken serie op de streamingdienst werd. Hierop werd in november 2022 door Netflix bekend gemaakt dat ze de serie om dopen tot een anthologieserie; hierbij werd Monster de overkoepelende titel waaronder nieuwe seizoenen worden uitgebracht, waarbij ieder seizoen dient als een losstaande serie binnen hetzelfde genre.
Op 1 mei 2023 werd door Netflix bevestigd dat ze voor de tweede Monster serie zouden focussen op de zaak van de broers Lyle en Erik Menendez, die in 1996 werden veroordeeld op de moord van hun ouders in 1989. De serie verscheen op 19 september 2024 onder de naam Monsters: The Lyle and Erik Menendez Story.
Op 16 september 2024 maakte ontwikkelaar en medebedenker Murphy tijdens de promotietour van de tweede serie bekend al aan een derde serie te werken over seriemoordenaar Ed Gein, die vertolkt moet gaan worden door Charlie Hunnam.